# 西宮新六
西宮 新六（にしのみや しんろく、生没年不詳）は江戸時代の江戸の地本問屋。2代続いた。

## 来歴
翫月堂（がんげつどう）、春松軒と号す。宝暦から文政にかけて江戸の茅場町薬師前（明和）、後に本材木町1丁目助七店で地本問屋を営業している。鳥居清満、鈴木春信の紅摺絵や歌川国貞の錦絵などを出版している。寛政11年（1799年）正月に式亭三馬作の『侠太平記向鉢巻』によって鳶人足「よ組」の襲撃を受けて、過料に科せられた。文政7年（1824年）に刊行された『江戸買物独案内』に地本問屋として載っており、取扱い商品として「義太夫抜本・絵艸子類」とある。出版物は錦絵よりも草双紙、滑稽本などが多い。
2代目西宮新六は式亭三馬の門人。家業の傍ら、西窗庵、福亭禄馬、楽亭西馬、夷福亭宮守などと号して戯作も行っている。文政12年（1829年）に火災にあって家は衰退、京橋水谷町に移住して家主になって名前を久兵衛に改めて後は傭書および戯作を生業とした。

## 歴代
- 初代 生没年不詳
- 2代目 寛政11年生まれ、安政5年（1858年）8月14日没。享年60。

## 作品
- 鳥居清満 『湯上り』 柱絵 紅摺絵 宝暦
- 鈴木春信 『とみよしや前』 細判 紅摺絵 宝暦後期‐明和初期
- 歌川国貞 『寄三津再十二支（よせてみつまたもじゅうにし）』 大判2枚続 錦絵 文化11年（1814年）
- 歌川国貞 『当世三十二相』 大判 錦絵揃物 文政前期